# Defrenne contro Sabena
La sentenza Defrenne contro Sabena (n.2/1976 della Corte di giustizia dell'Unione europea)  è uno dei casi più noti di diritto dell'Unione europea perché definisce il concetto di effetto diretto e "orizzontale", ovvero tra soggetti privati, dei Trattati. Si ritiene che l'Unione europea (allora Comunità europea):
(Corte di giustizia europea, Sentenza dell'8/4/1976 Causa 43-75)
Il caso è stato portato avanti dall'avvocata belga Éliane Vogel-Polsky, nota per il suo impegno nella lotta contro la discriminazione in base al genere. Prima del 1960 nessuno Stato aveva adottato misure nazionali per dare attuazione all'articolo 119 del Trattato che istituisce la Comunità economica europea. Grazie a Vogel-Polsky l'articolo viene valorizzato tramite una serie di casi portati davanti alla Corte di Giustizia. Defrenne è il primo caso ad aver "aperto la strada alle donne all'interno della burocrazia della Commissione per spingere verso una politica (sociale) più forte".

## Il contenzioso
Gabrielle Defrenne, cittadina belga, viene assunta come hostess dalla compagnia aerea Sabena  il 1 dicembre del 1951. La lavoratrice viene licenziata nel 1968, in base all'art 5.6 del contratto di lavoro del personale di bordo della società, che prevede il licenziamento automatico del personale femminile al compimento di 40 anni. Dal 1963 al 1967 la donna riceve una retribuzione minore rispetto ai colleghi di sesso maschile che svolgono lo stesso lavoro.
Defrenne ricorre al Consiglio di Stato  per chiedere l'annullamento del regio decreto del 1963, nella parte riguardante la disciplina speciale per il personale dell'aviazione civile. Il suo ricorso viene respinto. Si rivolge anche al Tribunale del Lavoro per chiedere il risarcimento per i danni derivati dalla norme discriminatorie in materia di retribuzione, di liquidazione e di pensione. L'esito del processo è negativo per la ex assistente di volo, che decide di impugnare la sentenza del tribunale davanti alla Corte del Lavoro. Questa, nel 1975, decide di sospendere il procedimento, e di rimettere la questione alla Corte di giustizia dell'Unione europea  tramite il meccanismo del rinvio pregiudiziale. I giudici nazionali formulano due domande. La prima riguarda la possibilità di introdurre direttamente nei singoli ordinamenti nazionali il principio di parità di retribuzione fra i due sessi a prescindere dell'esistenza o meno di una specifica norma interna, sulla base dell'articolo 119 del Trattato che istituisce la comunità economica europea. Il secondo interrogativo mira ad ottenere chiarezza su quali siano gli organi competenti ad adottare misure in materia di parità di retribuzione, cioè se si tratti di una competenza esclusiva degli Stati, o se l'articolo sia applicabile nell'ordinamento interno in virtù degli atti adottati dagli organi della Comunità economica europea.

### Osservazioni presentate alla Corte
Defrenne ritiene di avere un diritto soggettivo a percepire pari retribuzione sulla base del trattato europeo, indipendentemente dalla normativa interna. L'articolo testo dell'articolo 119 è chiaro nell'imporre agli Stati membri, in virtù degli effetti diretti, l'obbligo di rispettare il principio di parità di retribuzione. Al dibattimento prendono parte più soggetti istituzionali. Secondo il governo inglese, che decide di partecipare attivamente al contenzioso, per capire se una disposizione del trattato abbia efficacia diretta o meno e quindi per poter riconoscere diritti soggettivi ai singoli,  l'articolo 119 si può applicare solo se viene attuato tramite una legge nazionale. In più, la direttiva 75/117/CEE  lascia liberi gli Stati membri nel decidere le misure per l'attuazione del principio di parità di retribuzioni. La Commissione delle Comunità europee, a sua volta, mette in luce un ulteriore aspetto giudiziario, cioè il fatto che agli Stati è stato concessa una proroga, dal 1 gennaio 1961 al 31 dicembre 1964, per dare attuazione ai trattati europei. Inoltre, secondo la Commissione, nel caso Defrenne l'articolo 119 non produce effetti diretti, perché nell'ambito dei rapporti di lavoro tra privati per regolare i quali sarebbe necessaria una legge nazionale.

## Giudizio
La Corte di Giustizia Europea ha ritenuto che l'articolo 119 del Trattato delle Comunità Europee valga non solo tra i singoli e lo Stato, ma anche tra i privati (i cosiddetti effetti diretti "orizzontali" e "verticali").  La disposizione attribuisce ai singoli il diritto alla pari retribuzione, che può essere reclamato davanti ai giudici quando la discriminazione deriva da una legge o da un Contratto collettivo di lavoro. 
L'articolo 119 ha un duplice scopo. Il primo in materia economica, mira a evitare svantaggi derivati dal dumping sociale nei confronti delle aziende degli Stati con legislazioni a tutela della parità di retribuzione. In secondo luogo, l'articolo è inserito nel capo dedicato alla politica sociale e costituisce uno degli obiettivi sociali della Comunità.  Il principio di parità di retribuzione è, dunque, uno dei principi fondamentali della Comunità.
La disposizione ha natura imperativa, questo significa che il divieto di discriminazione si applica "per tutte le convenzioni che disciplinano in modo collettivo il lavoro subordinato, come pure per i contratti fra singoli". La Corte afferma, inoltre, che il potere di legiferare spetti sia agli Stati membri  che alle istituzioni comunitarie,  mantenendo comunque un'importanza capitale l'articolo 119.

## Conseguenze
Oggi la parità di trattamento è un diritto consolidato  anche grazie alle sentenze della Corte di Giustizia. Esempi di casi che mostrano il contributo della Corte al progresso della parità di genere sono:  Marshall, Barber, Boyle, Dekker. Il fatto che la Corte abbia riconosciuto la parità di retribuzione come principio fondamentale, ha costituito il presupposto per l'adozione di nuove misure a livello europeo per garantire l'uguaglianza di genere. L'aumento delle misure in materia di diritti sociali è dovuto anche alla sentenza Defrenne in quanto ha trasformato l'articolo 119 in un diritto positivo.  Sulla stessa base, ad esempio nel caso Dekker, una donna in stato di gravidanza si candida per il posto di insegnante a un centro di formazione per i giovani. Pur essendo la candidata più adattata a svolgere il lavoro, non viene assunta proprio perché incinta. La Corte sostiene che i diritti relativi alla maternità sono garantiti dal diritto europeo sulla scia dei suoi casi precedenti. Le sentenze della Corte di Giustizia hanno riempito le lacune della direttiva sull'uguaglianza di trattamento del 1976, tramite un'interpretazione espansiva dell'articolo 119. Ha avuto così un ruolo essenziale nello sviluppo dei diritti sociali a livello europeo tra il 1970 e 1980. Con Defrenne la Corte ha chiarito la portata degli effetti diretti orizzontali e degli effetti diretti verticali delle disposizioni del Trattato, che possono essere invocate direttamente davanti ai giudici nazionali.